# 徐畢克斯
约翰·巴普蒂斯特·冯·施皮克斯（德語：Johann Baptist von Spix，1781年2月9日—1826年3月13日）是日耳曼生物学家。他到巴西探險，帶回了大量植物、昆蟲、哺乳動物、鳥類、兩棲動物和魚類標本，成為今日慕尼黑邦立動物學蒐藏館的重要基礎。他的許多人類學藏品，如舞蹈面具等等，現在是慕尼黑五大洲博物館收藏的一部分。

## 传记
徐畢克斯出生在赫希施塔特，位於今日的中法蘭克尼亞，在家中十一名孩童中排行第七。他的童年住所自2004年起成為徐畢克斯博物館，向大眾開放。徐畢克斯在班贝格取得哲學博士學位，後來又到威茲堡學習神學，在參加年輕教授謝林的講座後，他對自然產生興趣而中斷了神學訓練，開始學習醫學，並在1807年獲得了第二個博士學位。
徐畢克斯短暫地在班貝格擔任醫生一段時間後，在1808年被巴伐利亞國王麥西米連一世任命，到位於慕尼黑的巴伐利亞科學院，擔任動物學研究助理，他也因此獲得獎學金，去巴黎接受喬治·居維葉等人當代科學化的動物學訓練。 同行，他還首次遊覽了法國北部的諾曼地海岸。 之後，徐畢克斯又前往法國南部和義大利，為巴伐利亞科學院的動物學館藏收集動物標本，並調查海洋動物。
1810年，徐畢克斯回到慕尼黑對動物學收藏進行分類，並撰寫他第一本關於海星和其它海洋動物的出版物。1811年，徐畢克斯第一本關於動物分類學史的重要著作出版，隨後被任命為巴伐利亞科學院研究員。徐畢克斯也掌管巴伐利亞的動物學蒐藏，如同今日的館長職位，為今日慕尼黑邦立動物學蒐藏館奠立重要基礎。他還發表其它作品，其中最重要的，是1815年一部以拉丁文撰寫，搭配精彩石版畫插圖的著作《頭源學》(Cephalogenesis)。這本書比較了不同動物的頭顱型態，包括人類、猿、爬行動物、鳥類和其它動物。

## 探勘巴西

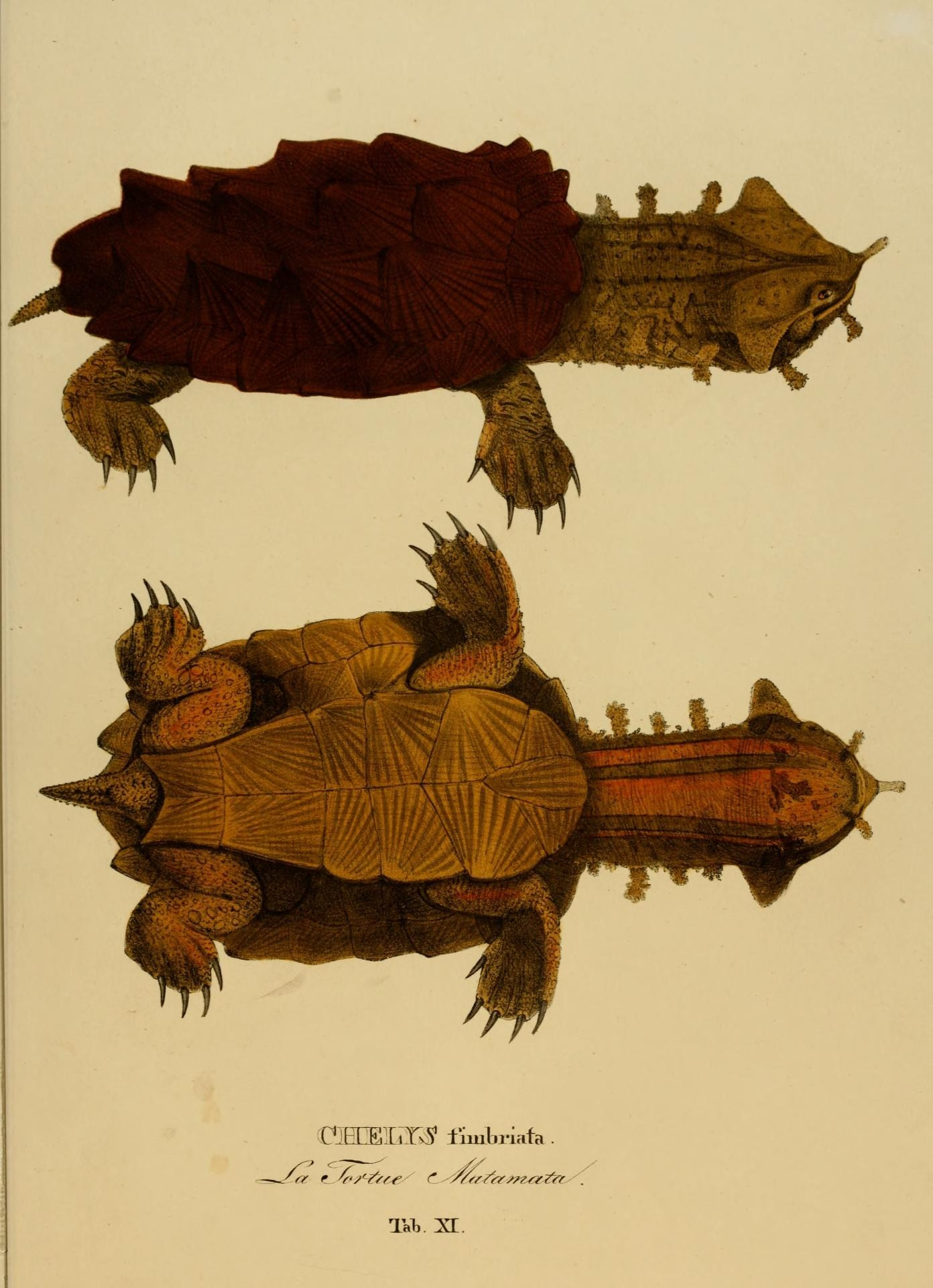
徐畢克斯在巴西記錄的瑪塔蛇頸龜插畫

1817年，徐畢克斯和日耳曼植物學家马蒂乌斯加入一群陪伴奥地利的玛丽亚·莱奥波尔迪娜前往巴西的奧地利博物學者團。他們先到了里約熱內盧，但很快地，徐畢克斯和马蒂乌斯便離開奧地利隊伍，獨自在巴西行動。他們二人從里約熱內盧南部前往聖保羅北部，這段旅程還有奧地利畫家托马斯·恩德（Thomas Ender）同行。接著他們到巴西米納斯吉拉斯州的歐魯普雷圖和迪亞曼蒂納，並描述了那邊開採鑽石的情形。之後，又更深入內陸，然後回到薩爾瓦多海岸。
他們越過巴西東北部乾燥的卡廷加林區（Caatinga），飽受各種疾病之苦，幾次瀕臨渴死。在整個旅途中，他們收集並記錄了各種動植物，以及其它一切對科學研究而言重要的事物。他們也記錄原住民及其習慣，以及任何可能具有經濟價值的事物。 此外，他們調查了巨大的本德戈隕石（Bendegó meteorite），還發現了桑塔納組化石出土地（Santana Formation）的魚化石。
巴西探險之旅最後到了亞馬遜河流域，在那裡徐畢克斯和马蒂乌斯決定走不同路線。徐畢克斯抵達靠近秘魯的邊界塔巴廷加，再從马瑙斯轉到內格罗河。马蒂乌斯則搭船到尤普拉河（Yupurá），他在那裏買下分別來自尤里族（Juri）與米拉尼亚族（Miranha）的兩位原住民孩童，帶回慕尼黑之後，受洗取名為约翰内斯（Johannes）和伊莎贝拉（Isabella）。1820年，徐畢克斯和马蒂乌斯帶著數以千計的動植物與人類學物品回到慕尼黑，那些動物標本成為慕尼黑邦立動物學蒐藏館的基礎，人類學物品則成為慕尼黑民族學博物館（現為五大洲博物館）的基礎。

## 出版物
徐畢克斯回國後，巴伐利亞國王授予他騎士功勛勳章。他努力整理他的動物學資料，也著手和马蒂乌斯共同撰寫描述他們的巴西之旅。此出版物共有三卷，分別在1823、1828和1831年出版，並翻譯成葡萄牙文，第一卷還有英文版。這份作品至今仍非常重要。徐畢克斯在準備出版第二卷期間過世，马蒂乌斯藉由他們的筆記來完成出版。徐畢克斯描述了許多鳥類、猿類、蝙蝠和爬蟲動物，也為牠們命名。他總共記述了大約500到600種物種和亞種。此外，還有一些種動物以他的名字命名。1826年5月13日，徐畢克斯在慕尼黑過世，可能是雅司病或恰加斯病等熱帶病造成的死因。

## 紀念
為了紀念他，徐畢克斯的名字被用於三種南美洲爬蟲動物的學名之中：黑腹刺頸龜(Acanthochelys spixii)、徐畢克斯遊蛇(Chironius carinatus spixi) 、亞馬遜珊瑚蛇(Micrurus spixii)。亞馬遜珊瑚蛇是一種毒蛇。 德國班貝格大學則以他的名字設立一個年度國際訪問學者席位。

## 所命名的分類
（列表可能不完整）
- 5个約翰·巴普蒂斯特·馮·徐畢克斯命名的生物分类

## 重要作品
- 1811:《從亞里斯多德到現代依順序所有動物學系統之歷史與評斷》 Geschichte und Beurtheilung aller Systeme in der Zoologie nach ihrer Entwicklungsfolge von Aristoteles bis auf die gegenwärtige Zeit. - Schrag'sche Buchhandlung I-XIV; 710pp.
- 1815: 《頭源學》Cephalogenesis sive Capitis Ossei Structura, Formatio et Significatio per omnes Animalium Classes, Familias, Genera ac Aetates digesta, atque Tabulis illustrata, Legesque simul Psychologiae, Cranioscopiae ac Physiognomiae inde derivatae. -Typis Francisci Seraphici Hübschmanni, Monachii: 11 and 72pp; 9 Taf.
- 1823: Simiarum et Vespertilionum Brasiliensium species novae ou Histoire Naturelle des espècies nouvelles de singes et de chauves - souris observées et recueillies pendant le voyage dans l'interieur du Brésil exécuté par ordre de S M Le Roi de Bavière dans les années 1817, 1818, 1819, 1820. - Typis Francisci Seraphi Hybschmanni, Monachii: I - VIII, 1-72, 28 tables.
- 1824a: Animalia nova sive species novae Testudinum et Ranarum, quas in itinere per Brasiliam annis MDCCCXVII - MDCCCXX Iussu et Auspiciis Maximiliani Josephi I. Bavariae Regis suscepto collegit et descripsit. - Typis Franc. Seraph. Hübschmanni, Monachii: 1-29, 22 tables - 1981 Soc. for the Study of Amphibians and Reptiles with an introduction by P. E. Vanzolini
- 1824b: Avium species novae, quas in itinere per Brasiliam Annis MDCCCXVII - MDCCCXX Iussu et Auspiciis Maximiliani Josephi I. Bavariae Regis suscepto collegit et descripsit. - Typis Franc. Seraph. Hübschmanni, Monachii: Tom. I, 1-90, 91 tabes; Tom. II, 1-85, 109 Taf.
- Spix & Wagler 1824: Serpentum Brasiliensium Species novae ou Histoire Naturelle des especes nouvelles de Serpens, Recueillies et observées pendent le voyage dans l'interieur du Brésil dans les Années 1817, 1818, 1819, 1820 ... publiée par Jean de Spix, ... écrite dàprès les notes du Voyageur par Jean Wagler - Typis Franc. Seraph. Hübschmanni, Monachii: 1-75, 26 Taf. - reprinted 1981 Soc. for the Study of Amphibians and Reptiles, Oxford; with an introduction by P. E. Vanzolini
- Spix & Martius 1823-1831: Reise in Brasilien auf Befehl Sr. Majestät Maximilian Joseph I. König von Baiern in den Jahren 1817-1820 gemacht und beschrieben. 3 Volumes and one Atlas - Verlag M. Lindauer, München. 1388pp. (Bd. II und III edited by C.F.Ph. v. Martius) - reprint, 1967, F. A. Brockhaus Komm. Ges. Abt. Antiquarium, Stuttgart - also English (1st vol.) and Portuguese translations available.

## 資料来源
- Adler, Kraig (1989); Spix, J. B. von (1781 - 1826) in: Contributions to the History of Herpetology - Society for the Study of Amphibians and Reptiles, page 23
- （德文） Fittkau, E. J. (1995); Johann Baptist Ritter von Spix. Rundgespräche d. Kommission f. Ökologie, Tropenforschung - Bayer. Akad. d. Wissenschaften. 10: 29-38
- （德文） Schönitzer, Klaus; Ein Leben für die Zoologie – Die Reisen und Forschungen des Johann Baptist Ritter von Spix, Allitera Verlag,edition monacensia, München 2011, 224 S. ISBN 978-3-86906-179-5.
- Vanzolini, Paulo Emilio (1981) The scientific and political contents of the Bavarian expedition to Brasil. In: Herpetology of Brasil. Edited by: Soc. for the study of amphibians and reptiles, Oxford, pages IX - XXIX. The book is mainly a reprint of herpetological works from Spix, see also the introduction by K. Adler, pages v -vii

## 延伸閱讀
- "Johann Baptist von Spix," in Tom Taylor and Michael Taylor, Aves: A Survey of the Literature of Neotropical Ornithology, Baton Rouge: Louisiana State University Libraries, 2011.
- Klaus Schönitzer著，陳克敏譯，《亞馬遜森林探勘先鋒：徐畢克斯用科學寫日記，發掘全新物種》，台北：新銳文創，2017。

## 外部連結
- Digital Collection （页面存档备份，存于） Smithsonian Library
- Works by or about Johann Baptist von Spix at Internet Archive
- Spix Museum in Höchstadt[] On QYPE